# Stenhomalus horarius
Stenhomalus horarius là một loài bọ cánh cứng trong họ Cerambycidae.